# Pseudojana incandescens
Pseudojana incandescens är en fjärilsart som beskrevs av Walker 1855. Pseudojana incandescens ingår i släktet Pseudojana och familjen Eupterotidae. Inga underarter finns listade.